# Óno Sinobu
Óno Sinobu (大野 忍; Hepburn: Shinobu Ōno; Zama, 1984. január 23. –) világbajnok japán válogatott labdarúgó, csatár. Jelenleg az INAC Kóbe Leonessza csapatának a játékosa.

## Pályafutása

### Klubcsapatban
1999-ben kezdte a labdarúgást az NTV Beleza csapatában. 2000-ben mutatkozott be az élvonalban. 2010-ig szerepelt a Beleza együttesében. 2011-ben az  INAC Kóbe Leonessza csapatához szerződött.

### A válogatottban
2003 óta 92 alkalommal szerepelt a japán válogatottban és 35 gólt szerzett. Részt vett a 2007-es világbajnokságon és a 2008-as pekingi olimpián. Tagja volt a 2011-es németországi világbajnokságon győztes csapatnak.

## Sikerei, díjai
- Olimpiai játékok
  - ezüstérmes: 2012, London
- Világbajnokság
  - aranyérmes: 2011, Németország